# Хабаровски край
Хабаровски край e субект на Руската Федерация, в Далекоизточния федерален окръг. Площ 787 633 km² (3-то място в Руската Федерация след Якутия и Красноярски край, 4,6% от площта). Население на към 2018 г. 1 328 302 души (36-о място в Руската Федерация, 0,91% от общото население). Административен център град Хабаровск. Разстояние от Москва до Хабаровск 8533 km.

## Историческа справка
Първите руски крепости-селища в региона възникват в средата на ХІХ в. През 1850 г. е основан военния пост Николаевск на река Амур, преобразуван в град Николаевск през 1856 г., от 1926 г. град Николаевск на Амур. През 1858 г. на река Амур, в устието на река Усури е основан военно-стражевия пунк Хабаровка, преобразуван през 1880 г. в град Хабаровск. Хабаровския край е образуван на 20 октомври 1938 г., когато е отделен от Далекоизточния край. До 29 октомври 1991 в състава на Хабаровски край влиза Еврейската автономна област, която от тази дата е самостоятелен субект на Руската Федерация.

## Географска характеристика

### Географско положение, граници, големина
Хабаровски край се намира в източната част на Азиатска Русия, в централната част на Далечния Изток. Простира се на близо 1800 km от север на юг и около 400 km от запад на изток. На юг граничи с Приморски край, на югозапад – с Китай и Еврейската автономна област, на запад – с Амурска област, на северозапад и север – с Република Якутия и на североизток – с Магаданска област. На изток и югоизток има 2500 km брегова линия с Охотско и Японско море. Бреговата линия е слабо разчленена с изключение на югозападния участък на Охотско море, където в сушата се вдават заливите Удска губа, Тугурски, Академия (със заливите Улбански и Николай), Александра и Сахалински. Тук се намират и Шантарските острови – група от 15 големи (Голям Шантар, Феклистов, Беличи и др.) и няколко малки острова. В тези си граници Хабаровския край има площ от 787 633 km² (3-то място в Руската Федерация след Якутия и Красноярски край, 4,6% от площта на Федерацията).

### Релеф
Над 70% от територията на Хабаровския край е заета от планини. На югазапад планинските системи са разположени в направление югозапад-североизток и са представени от хребетите: Турана, Малък Хинган, Бурейнски, Ям-Алин, Баджалски, Кукански и др. с височини от 750 – 1000 m до 2000 – 2500 m. На югоизток се простират крайните северни хребети на планинската система Сихоте Алин със средни височини 700 – 1400 m (максимална височина връх Тардоки-Янги 2090 m). Централните части на Хабаровския край са заети от планини, простиращи се по паралела: хребетите Джагди, Селемджински, Майски, Станов. В най-северната част на края се извисява хребета Сунтар Хаята с най-високата точка на Хабаровски край 2933 m, разположена на границата с Република Якутия. Успоредно на Охотското крайбрежие, от север на юг се простират хребетите Крайбрежен, Улински и Джугджур с височини до 2000 m, западно от които е разположена Юдомо-Майската планинска земя със средни височини 800 – 1200 m. На юг се простират обширните низини Долноамурска, Средноамурска и Еворон-Тугурска, а на север – Охотската низина.

### Климат
Климатът на Хабаровския край е мусонен, със сурова и малоснежна зима и топло и влажно лято. Средните януарски температури варират от -22 °C на юг, до -30, -40 °C на север, а на морското крайбрежие от -15 °C до -25 °C. Средната юлска температура се колебае от 12 – 16 °C в приморските части до 20 – 21 °C във вътрешните южни райони. Годишната сума на валежите е от 400 – 600 mm на север, 600 – 800 mm на юг и до 1000 mm по източните склонове на Сихоте Алин. Максимумът на валежите (70 – 75%) е през лятото. На юг вегетационния период продължава 170 – 180 денонощия. По крайбрежието на Охотско море от север на юг преминава студено морско течение, с което са свързани продължителните летни мъгли.

### Води
Речната мрежа на Хабаровския край е съставена от 205 823 реки (с дължина над 1 km) с обща дължина 553 693 km. В северната част на края преминава главния вододел между Тихия и Северния Ледовит океан. Към водосборния басейн на Тихия океан притадлежат реките вливащи се в Японско и Охотско море. Към водосбора на Японско море се отнасят малки и къси реки, водещи началото си от планината Сихоте Алин – Ботчи, Копи, Тумнини и др. Към водосбора на Охотско море се отнасят реките: Амур (1500 km в пределите на Хабаровски край, с притоците си Бурея, Усури, Тунгуска, Анюй, Гур, Горин и Амгун), Тугур, Уда, Уля, Урак, Охота, Иня. Към водосборния басейн на море Лаптеви се отнасят реките в северозападната част на края – Мая с притока си Юдома, Учур и др., десни притоци на река Алдан о басейна на Лена. В крайния североизток протича река Кулу, дясна съставяща на река Колима от басейна на Източносибирско море.
Поради това, че голяма част от релефа на Хабаровски край е планински повечето от реките са с планински характер – текат в тесни и дълбоки долини, бързо течение, прагове, бързеи. Подхранването е предимно дъждовно (60 – 85%) за сметка на мусонните летни валежи. Водният режим на реките се характеризира с ниско, разтегната във времето пролетно-лятно пълноводие, големи, епизодични летни прииждания в резултат от поройни дъждове, които понякога причиняват катастрофални наводнения и ясно изразено зимно маловодие. Реките замръзват на север в края на октомври, а на юг през ноември, а се размразяват в средата на април.
На територията на Хабаровски край има над 58 хил. езера с обща площ около 4,6 хил.km². По долината на река Амур и неговите големи притоци са съсредоточени големи крайречни езера (Чукчагирско, Болон, Удил, Орел, Кизи, Еворон, Чля, Хуми и др.), в понижените части на хълмисто-моренния релеф са разпространени ледникови езера, а в близост до морското крайбрежие – лагунни и лиманни езера. Най-големият изкуствен водоем на територията на Хабаровски край е Бурейнското водохранилище (горната му част) на река Бурея. Блатата и заблатените територии заемат 7,12% от територията на края – 56 058 km², като тук са разположени големите блатни системи: Селгоно-Харпинско, Гурско, Евурско и Тахтинско блато.

### Почви, растителност
Най-разпространените почви са ливадно-подзолистите, на равнинните участъци – ливадно-блатните и блатните почви, в южните райони – кафявите горски, а на север – планинските и планинско-тундровите почви. Голяма част от територията на края попада в горската зона. Горите са изключително разнообразни по състав и включват представители на далекоизточната (амурска), охотско-камчатската и източно-сибирската флористични области. Преобладават иглолистните гори: на север, северозапад и изток – светлоиглолистни гори от даурска лиственица (главна порода) и тъмноиглолистни гори с преобладаване на аянски смърч и белокора ела (южната част на Охотското крайбрежие, долното течение на Амур, Сихоте Алин, басейните на реките Амгун, Бурея, Мая). В южните райони и в Средноамурската низина са разпространени смесени кедрово-широколистни гори (корейски кедър, манджурски ясен, клен, бряст, монголски дъб, манджурски орех, няколко вида брези, липа и др.). Горите заемат 43 млн.ха и общите им запаси достигат 5,2 млрд.m3.

### Животински свят
Животинския свят се характеризира с представители на северните и южните животни. В тайгата обитават копитни (мускусен елен, лос, северен елен), хищници (кафява мечка, рис, вълк, собол, лисица, бялка, росомаха, хермелин, невестулка, видра), гризачи (белка, катерица и др.). В смесените гори обитават зубър, сърна, източноазиатска дива свиня, манджурски заек и др., тетерев, усурийски фазан, индийска кокошка, синя мухоловка, каменен и сив дрозд и др. и много водоплаващи птици. В езерата и реките има над 100 вида риби, а по крайбрежието – тюлени, морски лъвове, бели китове и др.

## Население
В Хабаровски край живеят 1 334 552 души към 2016 г.
| Хабаровск          | 611 160 | Вяземски         | 13 323 | Завети Илича | 8618 |
| Комсомолск на Амур | 251 283 | Солнечни         | 12 181 | Переяславка  | 7814 |
| Амурск             | 40 561  | Чегдомин         | 12 234 | Нови Ургал   | 6384 |
| Советская Гаван    | 25 147  | Елбан            | 11 525 | Хурба        | 6286 |
| Николаевск на Амур | 19 634  | Хор              | 9817   | Октябърски   | 5953 |
| Бикин              | 16 097  | Некрасовка       | 9070   | Корфовски    | 5855 |
| Ванино             | 15 559  | Князе Волконское | 9169   | Берьозови    | 5357 |

### Етнически състав
Според данни от преброяването от 2010 г. краят е населяван от:
| руснаци (88.05%) украинци (1.99%) нанайци (0.82%) корейци (0.60%) татари (0.58%) беларуси (0.36%) евенки (0.35%) китайци (0.29%) други (6.96%) |

## Административно-териториално деление
В административно-териториално отношение Хабаровски край се дели на 2 краеви градски окръга, 17 муниципални района, 7 града, в т.ч. 6 града с краево подчинение (Амурск, Бикин, Комсомолск на Амур, Николаевск на Амур, Советская Гаван и Хабаровск), 1 град с районно подчинение и 18 селища от градски тип.
| Административна единица | Площ (km2) | Население (2017 г.) | Административен център | Население (2017 г.) | Разстояние до Хабаровск (в km) | Други градове и сгт с районно подчинение |
| ----------------------- | ---------- | ------------------- | ---------------------- | ------------------- | ------------------------------ | ---------------------------------------- |
| Краеви градски окръзи   |            |                     |                        |                     |                                |                                          |
| 1. Комсомолск на Амур   | 325        | 249 810             | гр. Комсомолск на Амур | 249 810             | 356                            |                                          |
| 2. Хабаровск            | 386        | 616 242             | гр. Хабаровск          | 616 242             |                                |                                          |
| Муниципални райони      |            |                     |                        |                     |                                |                                          |
| 1. Амурски              | 16 269     | 60 429              | гр. Амурск             | 40 106              | 328                            | Елбан                                    |
| 2. Аяно-Майски          | 167 229    | 1974                | с. Аян                 | 920                 | 1447                           |                                          |
| 3. Бикински             | 2483       | 22 331              | гр. Бикин              | 15 928              | 231                            |                                          |
| 4. Ванински             | 25 747     | 33 917              | сгт Ванино             | 15 485              | 906                            | Високогорни, Октябърски                  |
| 5. Верхнебурейнски      | 63 561     | 25 082              | сгт Чегдомин           | 12 170              | 652                            | Нови Ургал                               |
| 6. Вяземски             | 4318       | 21 090              | гр. Вяземски           | 13 187              | 130                            |                                          |
| 7. Комсомолски          | 25 167     | 27 745              | гр. Комсомолск на Амур |                     | 356                            |                                          |
| 11.им. Лазо             | 31 786     | 41 432              | сгт Переяславка        | 7621                | 68                             | Мухен, Хор                               |
| 8. Нанайски             | 27 644     | 16 135              | с. Троицкое            | 4714                | 205                            |                                          |
| 9. Николаевски          | 17 188     | 27 506              | гр. Николаевск на Амур | 19 135              | 977                            | Лазарев, Многовершинни                   |
| 10. Охотски             | 158 990    | 6634                | сгт Охотск             | 3488                | 1677                           |                                          |
| 12.им. Полина Осипенко  | 34 560     | 4561                | с. им. Полина Осипенко | 2034                | 1096                           |                                          |
| 13. Советско-Гавански   | 15 534     | 39 363              | гр. Советская Гаван    | 24 671              | 866                            | Завети Илича, Лососина, Майски           |
| 14. Солнечни            | 31 085     | 30 447              | сгт Солнечни           | 11 975              | 394                            | Горни                                    |
| 15. Тугуро-Чумикански   | 96 069     | 1960                | с. Чумикан             | 1091                | 1547                           |                                          |
| 16. Улчски              | 39 128     | 15 761              | с. Богородское         | 3374                | 757                            |                                          |
| 17. Хабаровски          | 30 014     | 90 875              | гр. Хабаровск          |                     |                                | Корфовски                                |

## Селско стопанство
Отглеждат се пшеница, ечемик, овес, соя, картофи, зеленчуци, фуражни култури, плодове и горски плодове; едър рогат добитък, свине, овце, кози, птици.
| хиляди хектара | 194 | 121,3 | 109,6 | 102,6 | 77,3 | 72,6 | 78,5 |